# 佩皮尼昂区
佩皮尼昂区（法語：arrondissement de Perpignan）是法国东比利牛斯省所辖的一个区。总面积720.5平方公里，总人口285434，人口密度396人/平方公里（2018年）。主要城镇为佩皮尼昂。

## 辖区
佩皮尼昂区辖有39个市镇。